# Xeno-canto
Xeno-canto är ett biologiskt projekt och webbplats/databas enligt principen för medborgarforskning. Volontärer samlar in, laddar upp och sorterar inspelningar av fågelsånger av olika slag. Sedan starten 2005 har den samlat in över 400 000 ljudinspelningar från över 10 000 olika arter från olika kontinenter. Den har blivit en av de största samlingarna av fågelsång i världen. Alla inspelingarna är publicerade under en av Creative Commons licenser.
Data från Xeno-canto (vars namn är en sammansättning av det grekiska ordet för främmande och det italienska ordet för sång) har använts i ett antal olika vetenskapliga projekt. Den har sedan 2014 använts som källa för den årliga utmaningen i automatisk fågelsångigenkänning ("BirdCLEF"). Denna genomförs som del av Conference and Labs of the Evaluation Forum.
Webbplatsen stöds av ett antal akademiska och ornitologiska/fågelskådande institutioner i olika länder. Störst stöd ges från Nederländerna